# Brüder Schiestl
Die Brüder Schiestl waren drei Brüder, die zu Beginn des 20. Jahrhunderts im fränkisch-bayerischen Raum als bildende Künstler tätig waren. Ihr meist eigenständig, gelegentlich gemeinsam entstandenes Werk greift vornehmlich christliche Themen auf. Die drei Brüder wurden als Söhne des aus dem Zillertal stammenden Bildschnitzers Matthäus Schiestl des Älteren (1834–1915) geboren. 1873 zog die Familie nach Würzburg.    
- Heinz Schiestl, eigentlich Heinrich, (1867–1940), Bildhauer und Grafiker
- Matthäus Schiestl (1869–1939), Maler und Grafiker
- Rudolf Schiestl (1878–1931), Maler, Zeichner und Hochschullehrer